# Mursz (gleba)
Mursz – brunatny lub czarny materiał organiczny, powstały z torfu, na skutek działalności organizmów żywych, w procesie murszenia zachodzącym w górnych poziomach gleb bagiennych.